# Rolpaal Leenstertillen
De rolpaal bij Leenstertillen, nabij het Nederlandse dorp Leens (Groningen), is een rijksmonument.

## Beschrijving
De 19e-eeuwse rolpaal werd geplaatst aan het jaagpad naast het Hunsingokanaal ten westen van de monding van de Houwerzijlstervaart. Dergelijke palen werden gebruikt als hulpmiddel bij het jagen van schepen.
De circa 285 cm hoge paal bij Leenstertillen bestaat uit een vierkante, houten zuil bekroond met een Dorisch kapiteel. De zuil is wit geschilderd, de houten rol en top en voet van de paal zijn zwart. De rol is met een ijzeren beugel aan de paal bevestigd.

## Monumentenstatus
De rolpaal werd in 1999 als rijksmonument in het monumentenregister ingeschreven, hij wordt beschouwd als van algemeen cultuurhistorisch belang als relict van de trekscheepvaart in Groningen en vanwege de hoge mate van gaafheid.